# Margetići (Novi Travnik, BiH)
Margetići su naseljeno mjesto u općini Novi Travnik, Federacija Bosne i Hercegovine, BiH.

## Stanovništvo

### 1991.
Nacionalni sastav stanovništva 1991. godine, bio je sljedeći:
ukupno: 392
- Hrvati - 330
- Muslimani - 56
- Srbi - 1
- Jugoslaveni - 2
- ostali, neopredijeljeni i nepoznato - 3

### 2013.
Nacionalni sastav stanovništva 2013. godine, bio je sljedeći:
ukupno: 214
- Hrvati - 159
- Bošnjaci - 55